# أرتور سزبيلكا
أرتور سزبيلكا (بالبولندية: Artur Szpilka) مواليد 12 أبريل 1989 في فياليتشكا، بولندا، هو ملاكم محترف بولندي يصنف ضمن فئة الوزن الثقيل.

## إحصائيات
خاض خلال مسيرته 25 نزالا، فاز في 22 وخسر في 3. فاز بالضربة القاضية في 15 نزالا.

## روابط خارجية
- أرتور سزبيلكا على موقع بوكس ريك (الإنجليزية) (registration required)
- أرتور سزبيلكا على موقع شيردوغ (الإنجليزية)